# Marijan Lipovšek
Marijan Lipovšek (né le 26 janvier 1910 à Laibach et mort le 25 décembre 1995 dans la même ville) est un compositeur, pianiste, photographe et pédagogue yougoslave puis slovène.
Il étudie la musique avant de partir pour Prague en 1932. Ses enseignants sont Pavel Šivic, Josef Suk et Alois Hába.
Sa fille Marjana Lipovšek est une mezzo-soprano lyrique.